# Souq

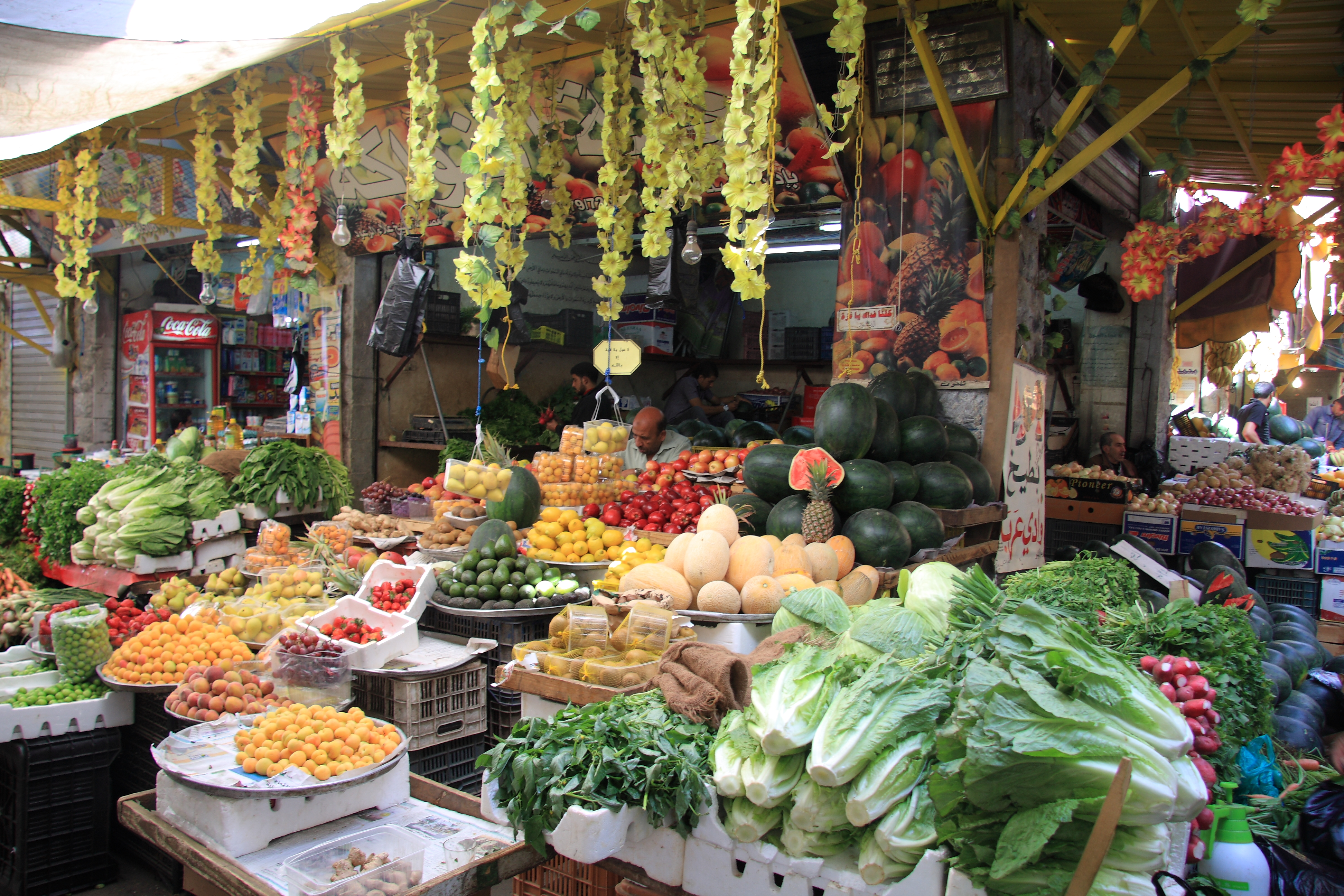
Un souq în Amman (Iordania)

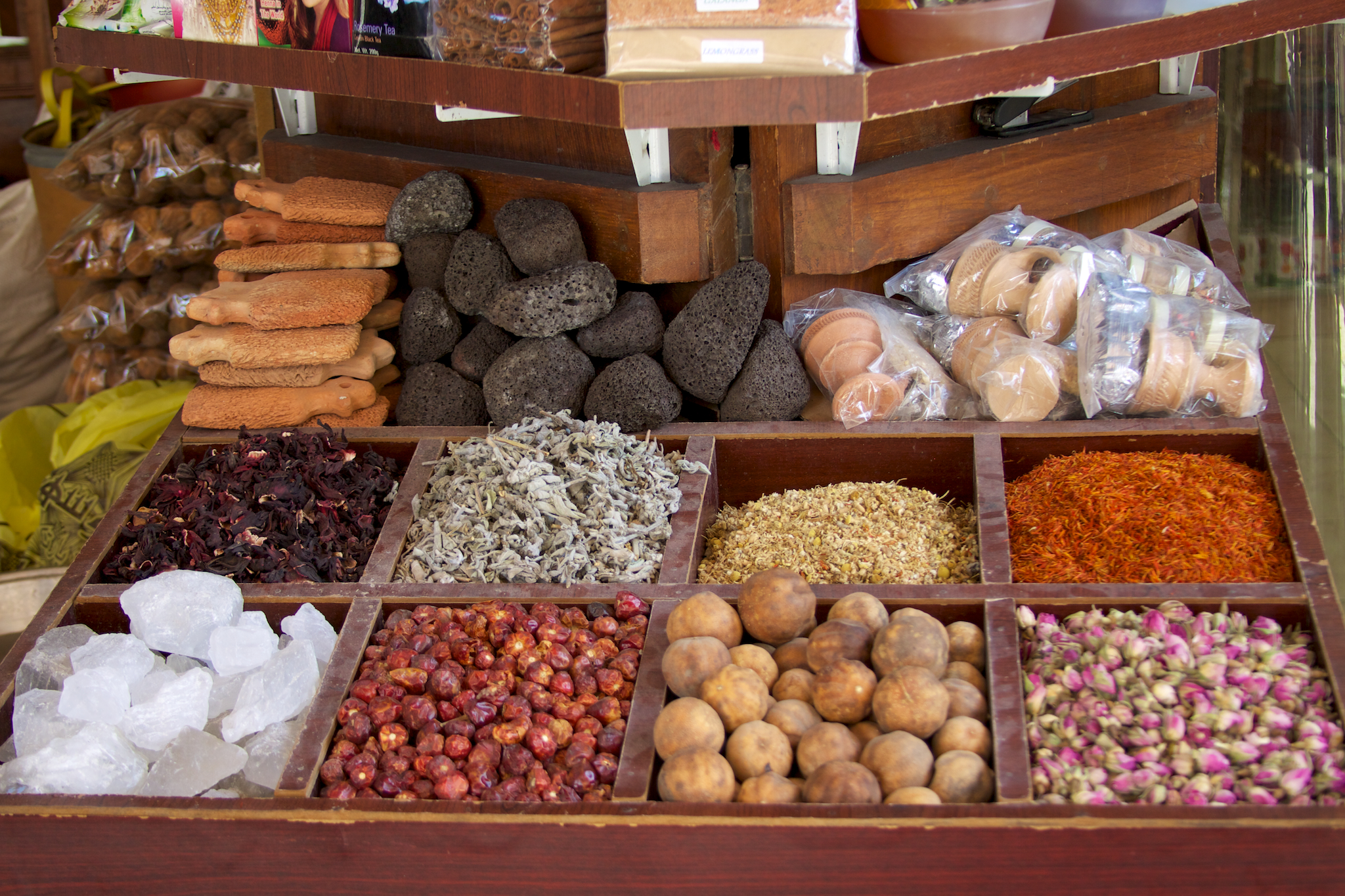
Un souq în Dubai (Emiratele Arabe Unite)

Un souq/souk (în arabă: سوق; în ebraică: שוק suq; în hindi: सूक; nume scris și: shuk, shooq, soq, esouk, succ, suk, sooq, suq, soek) este un tip de piață din Asia de Vest și din orașele din Nordul Africii. Termenul persan echivalent pentru souq este „bazar”.

## Etimologie
Cuvântul arab „souq” vine din termenul aramaic „sūqu” (care are sensul de „stradă” sau de „piață”), care la rândul lui derivă din termenul akkadian „sūqu”.

## Istorie
Un souq era la început o piață în aer liber. Istoric, souqurile erau în afara orașelor, în locurile în care caravanele se opreau, astfel comercianții putând să-și vândă marfa. Souqurile se organizau oriunde opreau caravanele.